# Муртас Артас (Нуоро)
Муртас Артас је насеље у Италији у округу Нуоро, региону Сардинија.
Према процени из 2011. у насељу је живело 31 становника. Насеље се налази на надморској висини од 73 м.